# Isomerops
Isomerops — рід жуків родини Довгоносики (Curculionidae).

## Зовнішній вигляд
До цього роду відносяться жуки середніх та досить великих розмірів, із довжиною тіла 11-24 мм. Основні ознаки:
- головотрубка майже в 1.5 рази довша за свою максимальну ширину біля вершини; перед лобом, біля основи, є вдавлення, після якого вона вигнуто-опукла до вершини, яка трохи розширена; посередині головотрубки є кіль, з обох боків якого йдуть глибокі поздовжні борозенки
- 2-й членик вусиків довший за 1-й
- передньоспинка квадратна, без борозенки посередині, із перетяжкою перед переднім краєм, зверху рівномірно й густо вкрита великим та дрібними крапками
- членики лапок із пучками щетинок по боках[2], глибоко вирізані, їх 2-й членик не довший за 3-й, а останній довший за попередні, узяті разом; кігтики зрослися біля основи
- надкрилля ширші за передньоспинку, не мають чітких плечей, опуклі зверху і з боків; боки видовжено-овальні, найширші посередині, проміжки між поздовжніми борозенками рівномірно вкриті дрібними крапками

## Спосіб життя
Не вивчений, ймовірно, він типовий для Cleonini. Мешканці пустельних пісків. Переміщенню по сипкому піску допомагають пучки коротких щетинок, якими вкриті лапки. Жука Isomerops pflaunderi  знаходили у пустелі на кураї.

## Географічне поширення
Ареал роду обмежений Іраном, Афганістаном та Пакистаном.

## Класифікація
До цього роду включено 5 видів:
- Isomerops baluchicus (Marshall, 1913)
- Isomerops fausti (Petri, 1908)
- Isomerops novus Ter-Minasian, 1988
- Isomerops pfaundleri Zumpt, 1938
- Isomerops subcoriaceus Voss, 1955